# Josef Valihrach
Josef Valihrach (* 3. května 1956 Krumvíř) je moravský vinař, trojnásobný držitel ocenění Vinař roku České republiky, držitel zlaté medaile z prestižní světové vinařské soutěže Chardonnay du Monde a tří zlatých a tří stříbrných medailí z mezinárodní soutěže vín ve francouzském Lyonu. Rodinné vinařství, jedno z prvních nestátních v Česku, které nese jeho jméno, založil již v roce 1990. Jeho syn Josef Valihrach byl lídrem kandidátky Soukromníků ve volbách do Evropského parlamentu 2019, ale zvolen nebyl.

## Životopis
Výrobě vína se věnuje již od svých čtrnácti let, kdy s otcovou pomocí vyrobil doma svoje první víno. První diplomy z místních soutěží vín získal již koncem 70. let. Jakmile to začalo být možné, založil v roce 1990 soukromou rodinnou firmu Vinařství Josef Valihrach Krumvíř, kterou od té doby vede.
V roce 2012 byl rovněž iniciátorem vzniku Vinařské asociace České republiky, jíž od jejího vzniku předsedal.

### Ocenění
Ve vinařské soutěži Vinař roku České republiky zvítězil poprvé na 7. ročníku v roce 2009 a hned následujícího roku své vítězství zopakoval. V roce 2012 obsadil druhou příčku a do třetice se na prvním místě ocitl v roce 2013. V prosinci 2017 získal jeho Ryzlink rýnský nejvyšší hodnocení v 26. ročníku putovní soutěže Vinoforum v Brně.
Zlaté medaile získal také na mezinárodním poli, odnesl si je ze soutěží Concours mondial de Bruxelles, Concours International des Vins Lyon či Ice Wine du Monde. Za svůj největší zahraniční úspěch však označil první místo na světové soutěži Chardonnay-du-Monde 2014. Již v roce 2011 v téže soutěži skončil na celkově třetím místě a v roce 2013 na místě čtvrteém s výběrem z bobulí ročník 2011. V březnu 2016 skončil v soutěži Chardonnay du Monde druhý se svým výběrem z bobulí ročníku 2011, když takto uspěl mezi 782 posuzovanými vzorky. V březnu 2017 získal nejvyšší ocenění v kategorii bílých suchých vín soutěže Great American International Wine Competition. V březnu 2018 získal opět v soutěži Chardonnay du Monde třetí místo se sladkým Chardonnay ročník 2008, jako jediný zástupce České republiky mezi 679 soutěžními víny.

## Rodinné vinařství
Vinařství Josef Valihrach Krumvíř je středně velký rodinný podnik, v němž pracuje celá Valihrachova rodina. Obce Krumvíř a Kašnice patří do Velkopavlovické vinařské podoblasti, kde jsou podmínky pro pěstování široké škály odrůd révy vinné. Pro vinařství je charakteristická nabídka pestré škály odrůdových vín, a to jak mladých, tak starších ročníků. Výroba se zaměřuje zejména na kvalitní přívlastková a archívní vína. Podnik však vyrábí i cuvée a bariková a ledová vína.